# Eduard Bernstein
Eduard Bernstein, nemški politik in politični teoretik, * 6. januar 1850, Schöneberg, † 18. december 1932, Berlin.
Eduard Bernstein je bil nemški social-demokratični politični teoretik in politik, član socialdemokratske stranke, začetnik evolucionarnega socializma, socialne demokracije in reformizma (prizadevanje za spremembo kapitalistične družbene ureditve v socialistično z reformami, nikakor pa ne z nasilnimi akcijami). Bernstein je bil povezan s Karlom Marxom in Friedrichom Engelsom, vendar se ni popolnoma strinjal z marksističnem mišljenjem. Razlikoval je med zgodnjim marksizmom, ki je bil neizpolnjen in je slonel na ideji, da bi bil lahko dosežen z nasilno revolucijo ter kasnejšim marksizmom, ki ga je podpiral. Ta je lahko dosežen tudi po mirnih in demokratičnih poteh.

## Življenjepis
Bernstein se je rodil židovski družini v Schönebergu (današnji del Berlina). Njegov oče je bil po poklicu strojevodja lokomotive. Po tem, ko je Eduard zapustil šolo, je med letoma 1866 in 1878 delal kot bančni uradnik. Njegova politična kariera se je začela v letu 1872, ko se je pridružil socialistični stranki z marksističnimi težnjami, ki je bila bolj znana kot Sozialdemokratische Arbeiterpartei Eisenacher Programms- zagovornica einsenachškega (poimenovan po nemškem mestu Einsenach) nemškega socializma. Kmalu je postal poznan kot njen aktivist. Bernsteinova stranka je bila na dveh volitvah tekmica socialistični stranki, ti. lassallovcem (Allgemeiner Deutscher Arbeiterverein Ferdinanda Lassalle), vendar te volitve niso bile pomembne. Zato je Bernstein skupaj z Avgustom Bebelom in Wilhelmom Liebknechtom pripravil Einigungsparteitag (kongres združevanja stranke) z lassallovci v Gothi leta 1875. Kritiziral je znani program Karl Marxove Kritike gothskega programa, ker je videl v lassallovski zmagi nad programom Eisenacherjev prednost. Zanimivo je, da je Bernstein kasneje poudaril, da je Liebknecht, katerega imajo mnogi za najmočnejšega marksističnega zagovornika znotraj frakcije Eisenacherjev, predlagal vključitev številnih idej, ki so motile Marxa.
Na volitvah v Reichstagu leta 1877 je nemška socialdemokratska stranka dobila 493.000 glasov. Vendar pa sta dva poskusa atentata na cesarja [[Viljem II. Nemški|Viljema II].] v naslednjem letu podarila kanclerju Ottu von Bismarcku izgovor za uvedbo zakona, ki je prepovedal vse socialistične organizacije, skupščine in publikacije. V poskusu atentata pa ni bil vpleten nihče od socialdemokratov, kljub temu pa je množična reakcija proti "sovražnikom Reicha" povzročila odobravanje Bismarckovega protisocialističnega zakona.
Bismarckova stroga protisocialistična zakonodaja je bila sprejeta 12. oktobra 1878. Za skoraj vse praktične namene je bila Socialdemokratska stranka prepovedana in je bila po Nemčiji aktivno zatrta. Vendar pa je bilo socialnim demokratom še vedno dovoljeno kandidirati za v Reichstag in to so tudi storili. Kljub resnem preganjanju, ki mu je bila stranka podvržena, je povečala svoj volilni uspeh. Tako pa je dobila 550.000 glasov leta 1884 in 763.000 leta 1887.
Zaradi odločnosti Bernsteinove opozicije Bismarckovi vladi, je moral Bernstein zapustiti Nemčijo in odšel v izgnanstvo v Zürich, kjer jr sprejel položaj zasebnega tajnika prav tako izgnanega socialdemokratskega reformista Karla Höchberga. Izdan je bil nalog za njegovo aretacijo v Nemčiji, kar je preprečilo njegovo vrnitev. Leta 1888 je Bismarck prepričal švicarsko vlado, naj izžene določeno število uglednih članov nemške socialdemokratske stranke. Zato se je moral Bernstein preseliti v London, kjer se je povezal z Friedrichom Engelsom in Karlom Kautskyem. Kmalu se je imel za marksista. Leta 1880 je spremljal Bebela v Londonu, da razreši nesporazum, ki se tiče njegove vpletenosti v članek, ki ga je objavil Höchberg in sta ga Engels in Marx označila za: »Poln kup buržoazije in njenih lepih idej«. A obisk je bil uspešen. Zlasti Engels je bil navdušen nad Bernsteinovo zavzetostjo in njegovimi idejami. Njegov odnos z Engelsom pa se je kmalu razvil v prijateljstvo.
Leta 1895, je bil Engels globoko razočaran, ko je odkril, da sta Bernstein in Kautsky njegov uvod za novo izdajo Razrednega boja v Franciji, ki ga je napisal Marx leta 1850, preuredila tako, da je pustil vtis, da je postal zagovornik mirne, reformistične poti do socializma. Kasneje, 1. aprila 1895 je Engels pisal Kautskyu:
"Bil sem presenečen, ko sem danes videl izvleček mojega uvoda, da je bil izdan brez mojega vedenja in prikazan tako, da me je prikazal kot miroljubnega zagovornika zakonodaje. To je pa še eden razlog, zakaj bi se moral ta uvod pojaviti v Neue Zeit-u v celoti, da bi se lahko ta sramotni vtis izbrisal."
Leta 1891 je bil eden od avtorjev erfurtskega programa. Od 1896 do 1898 pa je objavil vrsto člankov z naslovom Problemi socializma (Probleme des Sozialismus), ki so sprožili razpravo o revizionizmu v EPD. Leta 1899 je objavil tudi knjigo z naslovom Predpogoji za socializem in naloge socialne demokracije (Die Voraussetzungen des Sozialismus und die Aufgaben der Sozialdemokratie). Knjiga je bila v veliki meri v nasprotju z razumevanjem poti v socializem Bebla, Kautskyja in Liebknechta. Esej Rose Luxemburg Reforma ali  revolucija je bila tudi polemika proti Bernsteinovemu položaju. Leta 1900 je Bernstein objavil Zgodovina in teorija socializma (Zur Geschichte und Theory des Sozialismus, 1900).
Po koncu prepovedi, ki mu je prepovedovala vstop v državo, se je leta 1901 vrnil v Nemčijo. To leto je postal urednik časopisa Vorwärts in član Reichstaga v katerem je sodeloval od leta 1902 do 1918. Glasoval je proti predlogi o oborožitvi leta 1913 skupaj z levim krilom SPD-ja. Kljub temu, da je avgusta 1914 glasoval za financiranje vojne z zadolževanjem, je julija 1915 nasprotoval prvi svetovni vojni, ko je dojel, da je pobuda na bojišču - in s tem vojna - izgubljena. Leta 1917 je bil eden od ustanoviteljev samostojne Socialistično-demokratične partije Nemčije (USPD), ki je združila socialiste, ki so nasprotovali vojni (vključno reformatorje kot Bernstein, »centriste« kot Kautskyja in krilo revolucionarnih marksistov, ki jih je združeval Karl Liebknecht. Leta 1919 se je vrnil v SPD in bil hkrati še član USDP. Od leta 1920 do 1928 pa je bil ponovno izvoljen v Reichstag. Leta 1928 se je popolnoma upokojil od političnega življenja.
Bernstein je umrl 18. decembra 1932 v Berlinu. Spominsko ploščo ima postavljeno v Bozener Straße 18, Berlin-Schöneberg, kjer je živel od leta 1918 do svoje smrti. Njegov grob na pokopališču Eisackestrasse je postal zaščiten pod mestom Berlin.

## Ideja
Bernsteinovo najpomembnejše delo je Die Voraussetzungen des Sozialismus (1899). Na začetku je bil zaskrbljen z Marxovim predvidevanjem o neizbežnem koncu kapitalizma. Pokazal je dejstva, ki nakazujejo, da se Marxova predvidevanja ne bodo uresničila. Opozoril je, da centralizacija kapitalistične industrije, čeprav je pomembna, ne prinese delitve lastništva kapitala, ampak ga še bolj koncentrira.
Bernstein je izjavil, da se podjetniški razred stalno rekrutira iz proletariata. Zato je treba vse ukrepe, kot so državna ureditev ur dela in določbe o pokojninah, spodbujati. Zato si je želel, da se bi delavski razred vključil v politiko.
Bernsteina so zaradi njegovega revizionizma napadali tako ortodoksni marksisti, kot tudi radikalni tok, ki ga je vodila Rosa Luxemburg. Bernstein pa je ostal revizionist. Verjel je, da se lahko socializem doseže s kapitalizmom in ne z njegovim uničenjem (z postopnim uveljavljanjem delavskih pravic, bo posledično izginila njihova motivacija do revolucije).
Socializem, je trdila Rosa Luxembourg, se konča s socialno revolucijo. Revizionizem, pa pomeni, da opustimo socialno revolucijo (cilj socialne demokracije) in svoj končni cilj spremenimo v družbeno reformo, v boj med delavci in kapitalisti. Pravi, da je revizionizem izgubil socializem in se vrnil k idealizmu, in da revizionisti podcenjujejo anarhijo kapitalizma, kar bo z novimi gospodarskimi krizami pripeljalo v njegov propad. Sindikalisti, ki so videli uspeh kapitalizma in izboljšanje delovnih pogojev, so večinoma sledili Bernsteinu, medtem ko so se predani intelektualci strinjali z Roso Luxembourg.
Čeprav se je Marx strinjal, da bi bil prost trg najhitrejša uresničitev kapitalističnega sistema, je hkrati menil, da bi bil to tudi njegov konec, če ne bi bilo protekcionizma. Bernstein pa je menil, da bi protekcionizem prinesel prednost samo peščici ljudi, saj bi bil anti-progresiven, ker bi imel negativen vpliv na množice ljudi. Nemški protekcionizem je bil osnovan le na avtarkiji, samozadostnosti od ostalih ekonomskih centrov (posebej Združenega kraljestva), ki pa bi samo ustvaril konflikt med Nemčijo in svetom.

## Dela

### Samostojna dela
- Die Voraussetzungen des Sozialismus und die Aufgaben der Sozialdemokratie (1899)
- Zur Geschichte und Theorie des Socialismus gesammelte Abhandlungen (1901)
- Zur Theorie des Lohngesetzes und Verwandtes. Probleme des Socialismus. Socialistische Controversen (1904)
- Ferdinand Lassalle und seine Bedeutung für die Arbeiterklasse. Zu seinem vierzigsten Todestage (1904)
- Die Geschichte der Berliner Arbeiterbewegung. 1. del: Vom Jahre 1848 bis zum Erlaß des Sozialistengesetzes. 2. del: Die Geschichte des Sozialistengesetzes in Berlin. 3. del: Fünfzehn Jahre Berliner Arbeiterbewegung unter dem gemeinen Recht (1907–1910)
- Sozialismus und Demokratie in der englischen Revolution (1908)
- Die Arbeiterbewegung (1910)
- Aus den Jahren meines Exils. Erinnerungen eines Sozialisten(1918)
- Der Streik. Sein Wesen und sein Wirken (1920)
- Die Deutsche Revolution von 1918/19. Geschichte der Entstehung und ersten Arbeitsperiode der deutschen Republik (1921)
- Das Görlitzer Programm der Sozialdemokratischen Partei Deutschlands. Eingeleitet und gemeinverständlich erläutert (1922)
- Was ist Sozialismus? Streitfragen des Sozialismus in Vergangenheit und Gegenwart(1922)
- Die Berliner Arbeiterbewegung von 1890 bis 1905. Illustriert mit Bildern und Dokumenten aus der Zeit (1924)
- Sozialdemokratische Lehrjahre (1928)
- Entwicklungsgang eines Sozialisten (1930)
- Ludger Heid (Izdajatelj): „Ich bin der Letzte, der dazu schweigt.“ Texte in jüdischen Angelegenheiten (2004)

### Članki v revijah
- Leo: Das Recht auf Arbeit. V Der Sozialdemokrat. Zürich 1883, Nr. 44.
- Leo: Der Sozialismus und der Staat. V Der Sozialdemokrat. Zürich 1883, Nr. 52.
- Leo: Zur Naturgeschichte der Volkspartei. V Der Sozialdemokrat. Zürich 1884, Nr. 18.
- Leo: Produktivassoziationen mit Staatskredit. V Der Sozialdemokrat. Zürich 1884, Nr. 26.
- Leo: Über ‚prinzipielle Fragen‘. V: Der Sozialdemokrat. Zürich 5. Februar 1885.
- Artikel in der Wochenzeitung Soziale Praxis.
- 169 člankov v reviji Die Neue Zeit.
- 177 člankov v reviji Sozialistische Monatshefte.